# رئوس مطالب علوم رایانه
علوم رایانه (همچنین علم محاسبات نامیده می‌شود) مطالعه پایه‌های نظری اطلاعات و محاسبات و اجرای و کاربرد آنها در سیستم‌های کامپیوتری است. یک سیستم طبقه‌بندی موضوعی شناخته شده برای علوم رایانه، سیستم محاسبه طبقه‌بندی ACM است که توسط انجمن ماشینهای رایانه طراحی شده‌است. 

## علوم کامپیوتر چه نوع چیزی است؟
علم کامپیوتر را می‌توان به عنوان همه موارد زیر توصیف کرد:
- رشته تحصیلی
- علوم پایه
  - علوم کاربردی

## زیر موضوع‌ها

### پایه‌های ریاضی
- نظریه کدگزاری - مفید در شبکه و دیگر زمینه‌ها که در آن کامپیوترها با یکدیگر ارتباط برقرار می‌کنند.
- تئوری بازی - مفید در هوش مصنوعی و سایبرنتیک.
- نظریه گراف - مبانی ساختار داده‌ها و الگوریتم‌های جستجو.
- منطق ریاضی - منطق بولی و سایر روش‌های مدل‌سازی پرس و جو منطقی؛ استفاده و محدودیت‌های روش‌های اثبات رسمی
- نظریه اعداد - نظریه اعداد صحیح. استفاده شده در رمزنگاری و همچنین حوزه آزمون در هوش مصنوعی.

### الگوریتم‌ها و ساختارهای داده
- الگوریتم - روش‌های محاسباتی متوالی و موازی برای حل طیف وسیعی از مشکلات.
- ساختار داده‌ها - سازماندهی و دستکاری داده‌ها.

### هوش مصنوعی
طرح کلی هوش مصنوعی
- هوش مصنوعی - پیاده‌سازی و مطالعه سیستم‌هایی که هوش خودمختار یا رفتار خود را نشان می‌دهند.
- استدلال خودکار - موتورهای حل کننده مانند آنچه در پرولگ استفاده شده، که گام‌هایی تا پاسخ را با استفاده از داده‌ها بر اساس یک پایگاه داده قانون و نتیجه و نتایج پیش‌بینی کننده‌های قضیه اتوماتیک ایجاد می‌کند که هدف آنها ثابت کردن برخی از قواعد ریاضی با کمک یک برنامه‌نویس است.
- بینایی ماشین - الگوریتم برای شناسایی اشیاء سه بعدی از یک تصویر دو بعدی.
- محاسبات نرم، استفاده از راه حل‌های غیر دقیق برای مشکلات بسیار دشوار:
  - یادگیری ماشین - ایجاد خودکار مجموعه ای از قواعد و اصطلاحات مبتنی بر ورودی.
  - محاسبات تکاملی - الگوریتم‌های الهام گرفته از زیست‌شناسی.
- پردازش زبان طبیعی - تولید سیستم‌های ساختمان و الگوریتم‌هایی که زبان‌های طبیعی (انسان) را تجزیه و تحلیل و درک می‌کنند.
- رباتیک - الگوریتمهای کنترل رفتار روباتها.

### ارتباطات و امنیت
- شبکه سازی - الگوریتم‌ها و پروتکل‌ها برای برقراری ارتباط قابل اطمینان میان رسانه‌های مختلف اشتراک گذاری شده و اختصاص داده شده برای انتقال داده، اغلب شامل اصلاح خطا.
- امنیت کامپیوتر - جنبه‌های عملی امن کردن سیستم‌های کامپیوتری و شبکه‌های کامپیوتری.
- رمزنگاری - اعمال نتیجه‌هایی از پیچیدگی، احتمال، جبر و نظریه اعداد برای اختراع و شکستن کدهای، و تجزیه و تحلیل امنیت پروتکل رمزنگاری.

### معماری کامپیوتر
- معماری کامپیوتر - طراحی، سازماندهی، بهینه‌سازی و تأیید یک سیستم کامپیوتری، بیشتر در مورد پردازنده‌ها و زیر سیستم حافظه (و اتوبوس متصل می کننده آنها).
- سیستم عامل - سیستم‌هایی برای مدیریت برنامه‌های کامپیوتری و ارائه پایه ای از یک سیستم قابل استفاده.

### گرافیک کامپیوتری
- گرافیک کامپیوتری - الگوریتم‌های هم برای تولید تصاویر بصری مصنوعی و همچنین برای ادغام یا تغییر اطلاعات بصری و فضایی بر اساس نمونه‌هایی از دنیای واقعی.
- پردازش تصویر - تعیین اطلاعات از یک تصویر از طریق محاسبات.
- تجسم اطلاعات - روش‌های ارائه و نمایش داده‌های انتزاعی برای تسهیل تعامل انسان برای اکتشاف و درک.

### سیستم‌های همزمان، موازی و توزیع شده
- محاسبات موازی - نظریه و عمل محاسبات همزمان؛ ایمنی داده‌ها در هر محیط چند وظیفه یا چند مرحله ای.
- همبستگی (علوم کامپیوتر) - محاسبه با استفاده از چند رشته اجرای همزمان، ایجاد الگوریتم برای حل مسائل در چند پردازنده برای رسیدن به حداکثر سرعت در مقایسه با اجرای ترتیبی.
- محاسبات توزیع شده - محاسبه با استفاده از دستگاه‌های کامپیوتری متعدد بر روی یک شبکه برای انجام یک هدف یا وظیفه مشترک و در نتیجه کاهش زمان تأخیر در مشارکت تک پردازنده برای هر کار.

### پایگاه‌های داده
- پایگاه داده‌های ارتباطی - پایه نظری مجموعه ای و الگوریتمی پایگاه‌های داده.
- ذخیره‌سازی سازمانی - پایگاه‌های داده‌های غیر مرتبط مانند پایگاه‌های داده NoSQL.
- داده کاوی - مطالعه الگوریتم‌ها برای جستجو و پردازش اطلاعات در اسناد و پایگاه‌های داده؛ نزدیک به بازیابی اطلاعات است.
- تئوری کامپایلر - تئوری طراحی کامپایلر، بر اساس نظریه Automata.
- پراگماتیک زبان برنامه‌نویسی - طبقه‌بندی زبان‌های برنامه‌نویسی، قدرت و ضعف آنها. پارادایم‌های مختلف برنامه‌نویسی، مانند برنامه‌نویسی شی گرا.
- نظریه زبان برنامه‌نویسی
- معانی رسمی - مطالعه دقیق ریاضی معنی برنامه‌ها.
- تئوری نوع - تجزیه و تحلیل رسمی انواع داده‌ها و استفاده از این انواع برای درک خواص برنامه‌ها - به ویژه امنیت برنامه.

### محاسبات علمی
- علم محاسباتی – ساخت مدل‌های ریاضی و تکنیک‌های تجزیه و تحلیل کمی و استفاده از کامپیوتر برای تجزیه و تحلیل و حل مشکلات علمی.
- تجزیه و تحلیل عددی - راه حل عددی تقریبی از مشکلات ریاضی مانند ریشهابی، ادغام، حل معادلات دیفرانسیل معمولی؛ تقریبی از توابع خاص.
- محاسبات نمادین - دستکاری و حل عبارات در شکل نمادین، همچنین به عنوان جبر کامپیوتر شناخته شده‌است.
- فیزیک محاسباتی - شبیه‌سازی عددی از سیستم‌های غیر تحلیلی بزرگ
- شیمی محاسباتی - مدلسازی محاسباتی از شیمی تئوری برای تعیین ساختار و خواص شیمیایی
- بیوانفورماتیک و زیست‌شناسی محاسباتی - استفاده از علوم رایانه برای حفظ، تجزیه و تحلیل، ذخیره داده‌های بیولوژیکی و کمک به حل مشکلات بیولوژیکی مانند پوشیدگی پروتئین، پیش‌بینی عملکرد و فیلوژنی.
- علوم اعصاب محاسباتی - مدلسازی محاسباتی نوروفیزیولوژی.

### مهندسی نرم‌افزار
- روش‌های رسمی - رویکردهای ریاضی برای توصیف و استدلال در مورد طراحی نرم‌افزار.
- مهندسی نرم‌افزار - اصول و عمل طراحی، توسعه و تست برنامه‌ها، و همچنین شیوه‌های مهندسی مناسب.
- طراحی الگوریتم - استفاده از ایده‌هایی از نظریه الگوریتم برای طراحی راه حل‌های خلاقانه برای وظایف واقعی.
- برنامه‌نویسی کامپیوتر - استفاده از یک زبان برنامه‌نویسی برای پیاده‌سازی الگوریتم‌ها.
- تعامل انسان و کامپیوتر - مطالعه و طراحی رابط‌های کامپیوتری که مردم استفاده می‌کنند.
- مهندسی معکوس - کاربرد روش علمی در درک نرم‌افزارهای موجود دلخواه.

### نظریه محاسبات
- نظریه خودکار - ساختارهای منطقی مختلف برای حل مشکلات.
- تئوری محاسبه پذیری - آنچه با مدل‌های فعلی رایانه قابل محاسبه است. اثبات‌هایی که توسط آلن تورینگ و دیگران ایجاد شده‌است، بینش را آنچه که ممکن است محاسبه شود و آنچه که ممکن نیست.
  - فهرست مشکلات حل نشده در علم کامپیوتر
- نظریه پیچیدگی محاسباتی - محدوده‌های اساسی (به ویژه زمان و فضای ذخیره‌سازی) بر طبقه‌های محاسبات.
- تئوری محاسبات کوانتومی - مدل‌های محاسباتی را که حاوی ابررسانای کوانتومی بیت هستند را بررسی می‌کند.

## تاریخ
- تاریخ علوم رایانه
- فهرست پیشگامان علوم رایانه

## حرفه‌ها
- برنامه‌نویس
- معلم / استاد
- مهندس نرم‌افزار
- معمار نرم‌افزار
- توسعه دهنده نرم‌افزار
- تستر نرم‌افزار
- مهندس سخت‌افزار
- تحلیلگر داده
- طراح تعامل
- مدیر شبکه

## داده‌ها و ساختارهای داده
- ساختار داده‌ها
- نوع داده
- آرایه انجمنی و جدول هش
- آرایه
- فهرست
- درخت
- رشته
- ماتریکس (علوم کامپیوتری)
- بانک اطلاعاتی

## پارادایم‌های برنامه‌نویسی
- برنامه‌نویسی اجباری / برنامه‌ریزی رویه ای
- برنامه‌نویسی کاربردی
- برنامه‌ریزی منطقی
- برنامه‌نویسی شی گرا
  - کلاس
  - وراثت
  - هدف - شی